# Nintendo World Tour (2006)
La Nintendo World Tour 2006, que comenzó el 3 de noviembre del 2006, fue una exposición patrocinada por Nintendo. Su creación fue principalmente para presentar la línea de videojuegos y las capacidades de su próxima consola Wii al público japonés, anticipándose al 3 de diciembre que sería la fecha oficial de lanzamiento en Japón. Entre otras cosas, fueron presentadas las actualizaciones respecto al esperado juego Super Smash Bros. Brawl, como la inclusión de Fox McCloud entre los personajes.
Además de su cobertura y la exposición al público de su nueva consola Wii, fue destacada la consola portátil Nintendo DS, poniéndole especial atención a la conectividad de la consola.

## Tour a través de Japón
El evento comenzó en Nagoya, donde permaneció hasta el 10 de noviembre, después de que viajaran hacia Osaka, y el 24 de noviembre llegó a Tokio.